# Mormia satchelli
Mormia satchelli és una espècie d'insecte dípter pertanyent a la família dels psicòdids que es troba a Europa: les illes Britàniques i Alemanya (com ara, Baviera).